# Talnique
Talnique é um município localizado no departamento de La Libertad, em El Salvador. Sua população estimada em 2013 era de 9 160 habitantes.

## Transporte
O município de Talnique é servido pela seguinte rodovia:
- LIB-16  que liga a cidade de Tamanique ao município de Jayaque
- LIB-22  que liga a cidade de Jicalapa ao município de San Salvador
- LIB-15  que liga a cidade ao município de Santa Tecla [2]